# Urbarmachungsedikt

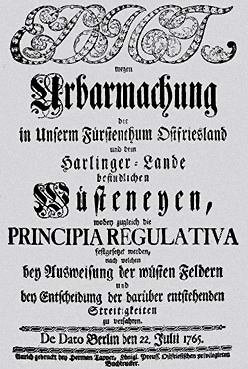

Das Urbarmachungsedikt war ein Erlass des preußischen Königs Friedrich II. vom 22. Juli 1765 für Ostfriesland. Das Edikt, das im historischen Zusammenhang weiterer friderizianischer Edikte zur inneren Kolonisation des Königreichs Preußens steht, erklärte Land mit nicht geklärten Besitzrechten, insbesondere die noch nicht urbar gemachten Moorflächen, zum Eigentum des Staates.
Der Erlass bezweckte die Moorkolonisierung. Er richtete sich auch gegen die eingessenen Bauern, die aufgrund des alten Aufstreckungsrechts aus Sicht Friedrichs zu große Flächen für sich beanspruchten. Er führte zugleich zu Einnahmen für Preußen durch die Erbpacht.

## Urbarmachung

### Beschreibung
Nach dem Urbarmachungsedikt von Friedrich dem Großen vom 22. Juli 1765 wurden teilweise vermoorte Bereiche von landwirtschaftlich nicht genutztem Unland nach einem anderen Schema kultiviert. Diese Form der Erschließung nennt man in Ostfriesland ‚Moorkolonisation‘ im Gegensatz zu Fehnkolonisation. Durch das Edikt waren alle nicht genutzten Flächen zum Staatsbesitz erklärt. Siedlungswillige konnten beim Amt ein Kolonat in gewünschter Größe beantragen.

### Bedingungen
Daran wurden als Bedingungen geknüpft:
1. Innerhalb eines Jahres musste ein Haus errichtet werden.
2. Innerhalb von 6 Jahren musste die Hälfte der Fläche in Kultur gebracht sein. Dafür waren diese 6 Jahre abgabenfrei, dann musste eine Erbpacht für die Fläche entrichtet werden. Für den Bau des Hauses gab es in einzelnen Ämtern eine Beihilfe. Das Amt leistete minimale Infrastrukturvorleistungen mit der Anlage eines Erschließungsweges und der Anlage einer Vorflut, die erforderlich war, um die vermoorten Flächen trockenzulegen. Die Kolonisten errichteten ihr Haus in aller Regel auf dem höchsten Fleck ihres Grundstückes, um ein trockenes Haus zu ermöglichen. Dadurch entstand ein völlig unregelmäßiges Siedlungsbild, bedingt durch das unregelmäßig leicht wellige Relief der Geestflächen.

### Beispiele und Vorgehen
Ein Beispiel für diese Form der Kolonie ist die Gemeinde Blomberg (Landkreis Wittmund) oder die Gemeinde Moordorf (Ostfriesland). Die Kolonisten nutzen ihre Moorflächen in der Regel zunächst durch Buchweizenanbau, der aber nur für einige Jahre sinnvoll möglich war. Heideflächen wurden tief umgegraben und für den Anbau von Roggen, Hafer und Kartoffeln genutzt. Dann konnte der Torf gestochen werden als eigenes Brennmaterial oder zum Verkauf. Er war allerdings gegenüber dem Torf aus den Fehnkolonien kaum konkurrenzfähig, da er per Fuhrwerk transportiert werden musste. Durch Tagelöhner-Arbeit in landwirtschaftlichen Betrieben, Ziegeleien oder Handwerksbetrieben konnte ein Nebenerwerb erreicht werden, um an Geld zu gelangen. Die meisten Kolonisten waren hoch verschuldet, viele wanderten in die USA aus, wenn sie das Fahrgeld aufbringen konnten.

### Geschichte
Preußen hatte deshalb diese Form der Kolonisation aufgegeben. Aber sie wurde nach 1815 von der Regierung in Hannover wieder aufgegriffen und bis ins 20. Jh. fortgesetzt. Ein Beispiel der Kolonisation in dieser Zeit ist die Kolonie Neugaude (Gemeinde Moorweg, SG Esens, LK Wittmund). In Ostfriesland wurden über 80 Kolonien dieser Form gegründet. Mit der Bildung der Landkreise am Ende des 19. Jh. im Deutschen Reich wurden die Kolonien entweder den mittelalterlichen Gemeinden zugeordnet oder als eigene Gemeinden eingerichtet. Im Gegensatz zu den Fehnkolonien sind diese Kolonien heute nicht an ihrem Namen erkennbar, auch wenn sie ursprünglich zum Beispiel ‚Kolonie Neugaude‘ genannt wurden. Sie sind erkennbar an ihrem unregelmäßigen Siedlungsbild, der kleingliedrigen Flureinteilung, dem Fehlen älterer Kulturspuren und bedingt durch die schlechte Bodenqualität an einer sehr schwachen Landwirtschaft.